# 응우옌르
응우옌르(Nguyễn Lữ), 작위는 동딘브엉(Đông Định vương),1754년 ~ 1787년)은 떠이선 왕조의 군주 응우옌냑의 남동생이다.

## 같이 보기
- 응우옌냑